# 발리보나베나트릭스
발리보나베나트릭스(Vallibonavenatrix)는 스페인 카스테욘도의 백악기전기 아르킬라스 데 모렐라 지층에 서식하는 스피노사우루스과의 공룡의 한 속이다. 이 종은 부분 골격으로 알려진 발리보나베나트릭스 카니(Vallibonavenatrix cani)이다.

## 발견 및 명명
1980년대 후반과 1990년대 초반, 아마추어 화석 수집가 후안 카노 포르너는 스페인 카스테욘도에 위치한 엘스 포츠 자연 공원의 여러 지역에서 뼈를 회수하고 있었다. 그 중 하나인 발리보나 마을의 산타 아게다 지역에서 그는 중생대에 살았던 수많은 척추동물 유적을 발굴했으며, 그 중에는 공룡 화석도 포함되어 있었다. 포르너는 이 화석들을 산마테우의 개인 소장품에 보관했으며, 발렌시아 총독부는 1994년에 이를 박물관 소장품으로 인정했다. 2007년, 스페인 고생물학자 페르난도 고메스페르난데스와 동료들은 포르너의 컬렉션에서 발견된 수각류의 골반에 대한 잠정적인 설명을 발표했다. 같은 표본에서 발견된 추가 화석에는 경추 (목) 척추, 등뼈 6개, 거의 완전한 천골, 신경세포학 조각, 꼬리뼈 4개, 갈비뼈와 갈비뼈 조각 10개, 불완전한 세 개, 거의 완전한 왼쪽 장골 (주 엉덩이뼈), 오른쪽 장골의 복부 부분 조각, 불완전한 오른쪽 및 왼쪽 좌골 (아래쪽 및 뒷쪽 엉덩이뼈), 치골의 근위부에 속하는 것으로 해석되는 조각이 포함되었다.
2019년, 엘리자베테 말라페이아와 동료들은 부분 골격을 완모식표본으로 하는 새로운 스피노사우루스과 공룡인 발리보나베나트릭스 카니에 대한 설명을 발표했다. 일반적인 이름은 발리보나 마을을 가리키며, 라틴어 접미사 "-베나트릭스"는 "사냥꾼"을 의미한다. 구체적인 이름은 화석을 발견한 카노 포르너를 기리기 위한 것이다. 발리보나베나트릭스는 이베리아반도에서 발견된 가장 완전한 스피노사우루스과 표본을 나타낸다. 다른 이베리아반도에 사는 스피노사우루스과로는 이베로스피누스, 카마릴라사우루스, 프로타틀리티스, 리오하베나트릭스 등이 있다.

## 묘사

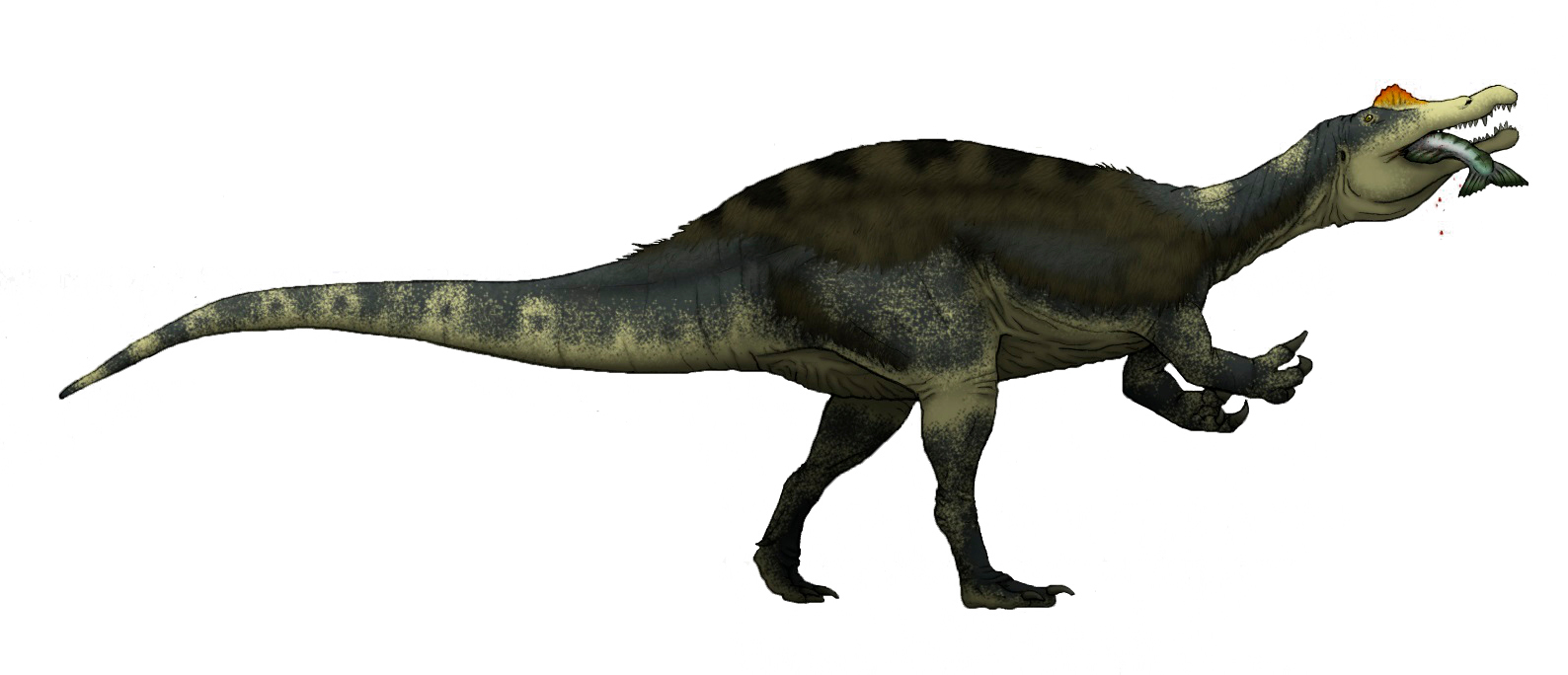
물고기를 먹는 발리보나베나트릭스의 복원도

발리보나베나트릭스는 중간 크기의 이족보행 포식자였다. 등뼈의 위쪽으로 돌출된 신경 척추는 중간 정도 높이였으며, 알려진 하나의 척추는 스피노사우루스과 이크티오베나토르와 유사한 사다리꼴 모양의 부채꼴 모양으로 아래에서 위로 확장되어 있다.
이 두 분류군의 신경 척추 형태 사이의 유사성은 다른 스피노사우루스과에서 볼 수 있듯이 발리보나베나트릭스의 등에 돛을 형성하는 길쭉한 가시가 존재함을 나타낼 수 있다. 발리보나베나트릭스의 천골에는 깊은 흉막성 포사와 공기로 채워진 (공기로 채워진) 개구부가 있었다. 골반의 장골도 공기가 매우 강했고 내부에 큰 방이 있었다.

## 분류
2019년, 말라페이아와 그녀의 팀은 전통적으로 두 아과인 스피노사우루스과와 바리오닉스과로 분리된 큰 몸집의 테타누라 공룡과인 스피노사우루스과에 발리보나베나트릭스를 분류했다. 스페인과 영국의 바렘절에서 유래한 바리오닉스와 같은 유럽의 바리오닉스와 더 가까운 곳에 위치한 발리보나베나트릭스는 남부 초대륙 곤드와나의 스피노사우루스와 이리타토르, 그리고 아시아 속인 이크티오베나토르와 더 밀접한 관련이 있는 것으로 밝혀졌다. 따라서 말라페이아와 동료들은 이를 스피노사우루스과에 분류했다.
그러나 2021년에 크리스 바커와 동료들은 대신 발리보나베나트릭스를 두 가지 위치 중 하나에서 발견했다. 이는 스피노사우루스과와 바리오닉스과에 외부에서 수행한 분석 유형 (패시모니 기반 또는 베이지안)에 따라 가장 기초적인 스피노사우루스과 또는 바리오닉스과의 일원으로서 수행한 것이다. 그들은 그들의 계통 발생학적 위치가 불안정하다는 결론을 내렸다.
바커 등의 연구 결과와 마찬가지로, 옥타비오 마테우스와 다리오 에스트라비스로페스의 2022년 연구에서도 발리보나베나트릭스가 스피노사우루스로 발견되지 않았다. 그러나 특정 해부학적 특성은 바리오닉스과보다는 그 그룹과의 친화력을 나타낼 수 있다.